# Taenioides cirratus
Taenioides cirratus — вид червоподібного бичка, якого можна зустріти в Індійському океані та західній частині Тихого океану від островів Східної Африки до Нової Каледонії та від Японії до Австралії. Проживає в гирлах річок і прибережних водах, надаючи перевагу районам з мулистим субстратом, харчуючись дрібними ракоподібними та іншими безхребетними. Здатний тривалий час виживати без води, всмоктуючи повітря у свої бронхіальні камери. Може досягати загальної довжини 30 сантиметрів.
В Таїланді його називають plā k̄heụ̄x (ปลาเขือ) і подекуди вживають в їжу.